# Öngyilkosságban közreműködés
Az öngyilkosságban közreműködés az élet, a testi épség és az egészség elleni bűncselekmények csoportjába tartozik, a bűncselekmény jogi tárgya a más ember életének védelméhez fűződő társadalmi érdek. Önmagában az öngyilkosság bűncselekményt nem valósít meg, azonban más személy öngyilkosságban való közreműködését Magyarországon a törvény büntetni rendeli.

## A hatályos magyar szabályozás
A Büntető Törvénykönyv 162. §-a rendelkezik az öngyilkosságban közreműködésről. Ezek szerint:
- Aki mást öngyilkosságra rábír, vagy ennek elkövetéséhez segítséget nyújt, ha az öngyilkosságot megkísérlik vagy elkövetik, bűntett miatt egy évtől öt évig terjedő szabadságvesztéssel büntetendő. [1]

- Az a tizennyolcadik életévét betöltött személy, aki tizennyolcadik életévét be nem töltött személyt bír rá öngyilkosságra, vagy ennek elkövetéséhez segítséget nyújt, ha az öngyilkosságot megkísérlik vagy elkövetik, két évtől nyolc évig terjedő szabadságvesztéssel büntetendő.[2]

### Passzív alany
A bűncselekmény passzív alanya bárki lehet, kivéve gyermekkorú vagy olyan személy, akinek a beszámítási képessége kizárt. Ilyenkor ugyanis az emberölés közvetett tettese az, aki gyermekkorút vagy kóros elmeállapotú személyt bír rá öngyilkosság elkövetésére. 

### Elkövetési magatartás
A bűncselekménynek két elkövetési magatartása van: a rábírás (szándékkiváltó hatású tevékenység, melynek eredményeképpen kialakul a passzív alanyban az öngyilkosság elkövetésének szándéka) és a segítségnyújtás (a már kialakult öngyilkossági szándékot az elkövető erősíti, vagy megkönnyíti a cselekmény elkövetését, például mérget, lőfegyvert szerez be és átad, vagy tanácsot ad az öngyilkosság elkövetéséhez).

### Egyéb
A tényállás feltételezi, hogy az öngyilkosságot elkövessék vagy megkíséreljék; ez a büntethetőség objektív feltétele.
Az öngyilkosságban közreműködést el kell határolni az öngyilkosságba kergetéstől, ilyenkor ugyanis egy pszichikai ráhatás történik, amely miatt a passzív alany véget vet(het) életének. Az ilyen pszichikai ráhatás emberölést valósít meg.
Az öngyilkosság előkészületi cselekményei általában nem büntetendők; akkor juthatnak szerephez, ha ezáltal az egyén valamely egyéb bűncselekményt megvalósított (pl. lőfegyver birtoklása vagy kábítószer birtoklása).